# Sergei Gawrilowitsch Nawaschin

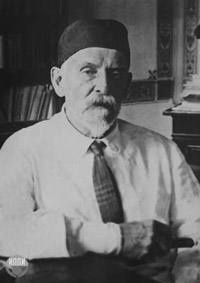
Sergei Gawrilowitsch Nawaschin

Sergei Gawrilowitsch Nawaschin (russisch Серге́й Гаври́лович Нава́шин; * 14. Dezember 1857 in Zarjowschtschina, Gouvernement Saratow, Russisches Kaiserreich; † 10. Dezember 1930 in Detskoje selo) war ein russischer Botaniker.

## Leben
Nawaschin studierte von 1874 bis 1878 Medizin an der Universität Petersburg, dann bis 1881 in Moskau. Dort waren seine Lehrer unter anderem Kliment Timirjasew, Chemie studierte er bei Wladimir Markownikow. 1888 wurde er wissenschaftlicher Assistent in Petersburg, 1888 Assistent von Iwan Borodin an der Universität Petersburg, bei dem er 1894 in Botanik promovierte. Von 1894 bis 1915 war Nawaschin Professor an der Universität Kiew und
leitete bis 1914 auch den zugehörigen  Botanischen Garten Kiew (BGK). Danach ging er aus gesundheitlichen Gründen nach Tbilissi, wo er von 1918 bis 1923 Professor an der Universität war. 1923 erhielt er einen Ruf an die Universität Moskau, wo er das Timirjasew-Institut aufbaute, dessen Direktor er bis 1929 war. Er war Mitglied der Ukrainischen Akademie der Wissenschaften und seit 1918 Vollmitglied der Russischen Akademie der Wissenschaften. Seit 1908 war er korrespondierendes Mitglied der Bayerischen Akademie der Wissenschaften.
Nawaschin entdeckte 1898 die doppelte Befruchtung bei den phanerogamen Pflanzen. Er konnte dabei zeigen, dass bei den Bedecktsamern in den Embryosack noch ein zweiter generativer Kern aus dem Pollenschlauch tritt, der mit dem sekundären Kern des Embryosacks verschmilzt und ein triploides Nährgewebe – das sekundäre Endosperm – im künftigen Samen bildet. Außerdem wurde er bekannt durch den Nachweis der Chalazogamie bei zahlreichen Monochlamydeen und durch die erste Beobachtung von Chromosomen-Satelliten.